# Francesc de Verntallat
Francesc de Verntallat (La Vall d'en Bas, 1426 ou 1428 - Sant Feliu de Pallerols, 1498 ou 1499) foi o principal líder dos remensas durante a Primeira Guerra Remensa, que ocorreu entre entre 1462 e 1472 na Catalunha, no final do conflito, foi recompensado pelo Rei João II de Aragão com o título de Visconde de Hostoles, pois os remensas apoiaram Rei João II durante a Guerra Civil Catalã, durante a qual ajudaram a defender uma Fortaleza em Girona, quando estava sob cerco das tropas do Conde de Pallars que prendia prender a Rainha consorte Joana Henriques e o Príncipe Fernando, que futuramente, seria o Rei Fernando II de Aragão.
Durante a Segunda Guerra Remensa, travada entre  1484 e 1485, permaneceu à margem do conflito armado, liderando os remensas moderados, que preferiram lutar pelos interesses dos remensas por meio da mediação da Coroa de Aragão. Em 1486, esse grupo obteve êxito, por meio da proclamação da Sentença Arbitral de Guadalupe pelo Rei Fernando II de Aragão.

## Origens
Era o segundo filho do segundo casamento de seu pai, Francesc Puigpardines, que era um rico camponês remensa, proprietário subordinado (ou seja que tinha obrigações com o senhor feudal) de várias porções de terra em Sant Privat d'en Bas e Sant Feliu de Pallerols e que tinha a dignidade de Donzell, ou seja, pertencia à pequena nobreza camponesa catalã. O sobrenome "de Verntallat" era decorrente da porção de terra que cultivava em Sant Privat d'en Bas (município que, no século XX, foi absorvido por La Vall d'en Bas, na comarca de Garrotxa).
Em fevereiro de 1446, casou-se com Joana Noguer, que também pertencia a uma família de remensas abastados. Tiveram dois filhos: Miquel-Grau e Leonor. Viveu alguns anos no manso de los Noguer (Batet de la Serra), onde se dedicou ao trabalho da terra.

## Primeira Guerra Remensa
A partir de fevereiro de 1462, liderou a rebelião dos remensas da Catalunha em um evento que ficaria conhecido como a Primeira Guerra Remensa. A revolta foi provocada pela atitude dos senhores feudais do norte da Catalunha que, aproveitando-se de seu fortalecimento político após a assinatura da Capitulação de Vilafranca, em 1461, começaram a restabelecer alguns maus usos senhoriais, cuja aplicação havia sido suspensa pelo Rei Afonso V de Aragão, por meio da sentença interlocutória de 1455.
A Rainha consorte Joana Henriques, que era a representante da Coroa de Aragão na Catalunha, em nome de seu filho primogênito Dom Fernando, que, posteriormente, seria o Rei Fernando II de Aragão, entrou em contato com Francesc de Verntallat para chegar a uma trégua, após o fracasso das medidas repressivas que ele ordenou a partir de Girona.
Pouco tempo depois, Rainha Joana Henriques solicitou o apoio de Francesc de Verntallat para enfrentar o exército recrutado pela "Diputación del General del Principado de Cataluña", comandado pelo Conde de Pallars, que partiu de Barcelona em direção à Girona, onde pretendia prender a Rainha consorte Joana Henriques e seu filho primogênito: Dom Fernando, que, posteriormente, seria o Rei Fernando II de Aragão. Desse modo, Francesc de Verntallat foi nomeado como capitão real e seu exército de remensas passou a ser considerado como parte do exército real.
O exército liderado por Francesc era sustentado por contribuições dos próprios de modo que para cada remensa combatente havia outros dois remensas que contribuíam com recursos materiais para manter o exército remensa e as famílias dos remensas combatentes. O lema do exército remensa era: "Monarquia, paz, justiça e concórdia" e seu propósito era defender o Rei para que ele pudesse dar "o direito de verdadeira justiça a quem o tivesse" no conflito que os remensas mantinham com os senhores feudais.
Para cumprir sua parte na aliança com o Rei João II de Aragão, Francesc, no comando de uma tropa com 300 homens, partiu das regiões montanhosas de Girona em direção à Hostalric, uma passagem estratégica localizada entre Barcelona e Girona. Seu objetivo era bloquear o avanço das tropas oriundas de Barcelona. No entanto, Francesc foi derrotado quando estava a caminho de Hostalric, que, no dia 23 de maio,  havia sido tomada por um contingente do exército oriundo de Barcelona. Isso facilitou a marcha das tropas lideradas pelo Conde de Pallars até Girona.
Apesar dessa derrota, em 1463, um outro contingente de remensas, comandados por Francesc, tomou o Castelo das Hostoles, que seria um dos pontos fortes dos remensas durante a Primeira Guerra Remensa.
Por outro lado, um outro contingente de remensas, liderado por Jaime Molas, se dirigiu à Girona para ajudar na defesa da Fortaleza de Força Vella, onde estavam refugiados a Rainha consorte Joana Henriques e seu filho primogênito Dom Fernando, que, posteriormente, seria o Rei Fernando II de Aragão, para evitar sua captura pela tropas oriundas de Barcelona, lideradas pelo Conde de Pallars. Esses contingentes de remensas, oriundos das montanhas, que foram aliadas do Rei João II de Aragão, durante algumas batalhas da Guerra Civil Catalã, ficaram conhecidos como "verntallats", em referência ao seu capitão.
Em dezembro de 1471, após a conquista de Ampurdán pelas forças da Coroa de Aragão, Olot foi entregue a Francesc como recompensa por sua contribuição aos monarquistas na Guerra Civil Catalã. Nessa região, Francesc, imediatamente, decretou a abolição dos maus usos senhoriais.
Em 1474, após o término da Guerra Civil Catalã, o Rei João II de Aragão recompensou Francesc com o título de Visconde d'Hostoles.
Além disso, cabe mencionar que, no início da Guerra Civil Catalã, Francesc já havia recebido, do Rei João II, os bens dos nobres catalães rebeldes do Viscondado de La Vall d'en Bas.
Anos mais tarde, já sob o reinado de Fernando II de Aragão, Francesc recebeu várias casas em Barcelona.
Por outro lado, o Rei João II de Aragão, teve que tomar algumas medidas para se reconciliar com os nobres catalães e, portanto determinou que os remensas devolvessem alguns castelos e fortalezas que foram conquistadas durante a Guerra Civil Catalã. Por essa razão, em 1473, Francesc e Pere Joan Sala tiveram que devolver o Castelo de Finestres ao Senhor de Sant Pau de Segúries.
Embora o Rei João II de Aragão mantivesse sua posição anterior contra os maus usos senhoriais, se opôs às reivindicações dos remensas que não pretendiam pagar nenhuma prestação aos senhores feudais. Prova disso foi que, em 1475, condenou uma proclamação de Francesc na cidade de Constantins, que incitava os remensas a não efetuar nenhum tipo de pagamento aos senhores feudais.
Depois da Guerra Civil Catalã, uma parte do contingente armado dos remensas nas regiões montanhosas de Girona não se dissolveu o que permitiria a continuidade do conflito.
Prova disso é que, em 1475, houve um enfrentamento entre remensas armados e a Diocese de Girona. Esse conflito eclodiu quando um grupo de remensas, comandado por Francesc, apoderou-se do castelo de Corçà, alegando que a Diocese de Girona não havia libertado os remensas daquela localidade, apesar de ter recebido a quantia de 18.000 libras, uma quantia que a diocese não queria devolver.
Essa ocupação durou três semanas, durante as quais, os remensas conseguiram repelir ataques das tropas reunidas pelo Bispo Margarit. Entretanto, os remensas se retiraram do castelo quando o Rei João II de Aragão enviou uma tropa comandada por Afonso de Aragão para desaloja-los.
Pouco depois, o Rei João II de Aragão emitiu uma ordem dirigida a Francesc, na qual ele o lembrava que os remensas deveriam pagar os censos devidos aos senhores feudais.

## Segunda Guerra Remensa e Sentencia Arbitral de Guadalupe
Em 1484, quando estourou a Segunda Guerra Remensa, Francesc preferiu não se juntara à rebelião armada liderada por Pere Joan Sala, que fora seu subcomandante durante a Primeira Guerra Remensa. Nesse novo contexto, Francesc preferiu liderar os remensas moderados, que buscavam solucionar as disputas com os senhores feudais catalães por meio pacíficos e com o apoio da Coroa de Aragão.
No início de junho de 1485, após o fim da Segunda Guerra Remensa, na qual as forças de Sala foram derrotadas, Francesc reuniu-se, juntamente com outros líderes remensas moderados, com Lluís Margarit, enviado do Rei Fernando II de Aragão, no Castelo de Sant Gregori. Essa reunião tinha como objetivo: criar condições para que os remensas e senhores feudais catalães chegassem a um acordo que pusesse fim ao conflito. Entretanto, tal acordo não foi possível em uma conversa posterior entre líderes remensas e representantes dos senhores feudais em Barcelona.
No dia 8 de novembro de 1485, Francesc participou do encontro, realizado em Amer, entre os líderes remensas e o nobre castelhano Íñigo López de Mendoza, o novo enviado do Rei Fernando II de Aragão. Nessa reunião se aceitou que o conflito deveria ser solucionado pela arbitragem do Rei Fernando II. Antes disso, López de Mendoza já tinha conseguido que com os senhores feudais catalães aceitassem a arbitragem da Coroa de Aragão.
Depois disso, Francesc desempenhou um papel importante na discussão dos termos do acordo entre os senhores feudais e os remensas que daria origem à Sentença Arbitral de Guadalupe, emitida, em abril de 1486, pelo Rei Fernando II de Aragão. Desse modo, foi uma das dezoito pessoas que assinaram o documento representando os remensas.

## Morte
Morreu em 1498 ou 1499, em sua casa em Sant Feliu de Pallerols, aos 73 anos. Após sua morte, o título de Visconde dos Hostoles retornou à Coroa de Aragão.